# 15338 Dufault
15338 Dufault este un asteroid din centura principală de asteroizi.

## Descriere
15338 Dufault este un asteroid din centura principală de asteroizi. A fost descoperit pe 5 ianuarie 1994 la Kitt Peak National Observatory, în cadrul proiectului Spacewatch. Asteroidul prezintă o orbită caracterizată de o semiaxă mare de 2,93 ua, o excentricitate de 0,12 și o înclinație de 2,9° în raport cu ecliptica.